# Jordan Godfriaux
Jordan Godfriaux (Perwijs, 26 februari 1978) is een Belgisch politicus voor de liberale MR.

## Levensloop
Na zijn middelbare studies aan het Klein Seminarie van Floreffe ging Jordan Godfriaux studeren aan de Université Catholique de Louvain, waar hij in 2001 afstudeerde als bio-ingenieur. Vervolgens ging hij aan de slag in het landbouwbedrijf van zijn familie in Malèves-Sainte-Marie-Wastines, gespecialiseerd in de teelt van Belgisch witblauw. In 2006 breidde Godfriaux de boerderij uit met een nieuw gebouw voor het kweken en mesten van varkens op stro, met natuurlijke ventilatie en in 2012 opende hij er een verkooppunt voor lokale vleesproducten van het label Porc Qualité Ardenne, een coöperatie van landbouwers die kwaliteitsvol varkensvlees produceren met respect voor dierenwelzijn, waarvan hij sinds 2016 voorzitter is. 
Hij werd tevens actief in landbouwverenigingen. Eind jaren 1990 werd hij lid van het nationaal comité van de Federatie van Jonge Landbouwers (FJA). Van 2002 tot 2004 was hij voorzitter van de lokale afdeling van de FJA in Waver-Perwijs-Geldenaken en vanaf 2004 was hij nationaal vicevoorzitter van de FJA. 
Godfriaux werd eveneens politiek actief voor de liberale MR en was van 2003 tot 2006 medewerker op het kabinet van federaal minister van Landbouw Sabine Laruelle. Hij werd tevens voorzitter van de lokale MR-afdeling in Perwijs, waar hij in oktober 2006 tot gemeenteraadslid werd verkozen. Hij zetelde twaalf jaar lang in de oppositie, maar bij de verkiezingen van oktober 2018 wist zijn lijst de absolute meerderheid te veroveren en sinds december 2018 is hij burgemeester van Perwijs.
Van 2012 tot 2017 zetelde Godfriaux ook als provincieraadslid van Waals-Brabant. Bij de Waalse verkiezingen van mei 2014 stond hij als derde opvolger op de MR-lijst in het arrondissement Nijvel. In juli 2017 werd hij geroepen om in het Waals Parlement en het Parlement van de Franse Gemeenschap te zetelen ter vervanging van Valérie De Bue, die Waals minister werd. Hij zetelde er bijna anderhalf jaar, tot hij in december 2018 ontslag nam om het burgemeesterschap van Perwijs op te nemen. Tijdens zijn periode in het Waals Parlement was Godfriaux lid van de commissie Landbouw, Toerisme en Erfgoed en in het Franse Gemeenschapsparlement nam hij zitting in de commissie Cultuur en Kinderen.